# Центар за образовне политике
Центар за образовне политике (скраћено ЦОП) је независни мултидисциплинарни истраживачки центар који пружа стручну подршку доносиоцима одлука и практичарима. Налази се у улици Цариградска 21/20 у Београду.

## Историјат

### Алтернативна академска образовна мрежа
Алтернативна академска образовна мрежа (скраћено ААОМ) је настала септембра 1998. као одговор дела академске заједнице у Србији на Закон о универзитету, који је Народна скупштина Републике Србије донела у мају исте године. 
Алтернативна академска образовна мрежа је реализовала бројне активности међу којима су последипломски образовни програми, међународне конференције које су се бавиле високим образовањем, издавачке активности и администрирање Унеско катедром за менаџмент универзитета у управљању високим образовањем.

### Центар за образовне политике
Центар за образовне политике је настао 2005. године у оквиру Алтернативне академске образовне мреже због потребе да се прошири деловање са области високог образовања на образовање на свим нивоима.
У прво време је њихово деловање било усмерено на активности у области реформе и развоја образовања, које су биле у складу са мисијом и циљевима Алтернативне академске образовне мреже, али се врло брзо указала потреба за ширим оквиром деловања. Из тог разлога је Центар за образовне политике фебруара 2007. године регистрован као самостално правно лице, односно као удружење грађана, настављајући и надограђујући рад Алтернативне академске образовне мреже.

## Пројекти
Неки од бројних пројеката Центра за образовне политике су:
- „Корак за будућност: Одржива настава, оснаживање и партиципација” (СТЕП) – у сарадњи са Удружењем Екомар из Крагујевца, Грађанском читаоницом „Либерграф” из Ужица и Савезом еколошких удружења „Зелена листа Србије” из Рашке. Спроводио се у шеснаест средњих школа широм Србије, односно шеснаест локалних заједница.
- „ДИИ: Иницијатива за дигиталну инклузију” – трогодишњи регионални пројекат.
- „Подршка развоју вештина за 21. век” – у сарадњи са Канцеларијом Уницефа у Србији, Министарством просвете, Заводом за унапређивање образовања и васпитања и Центром за промоцију науке.
- „ИМАГИНЕ (Активно сећање кроз приче јеврејских жена)” – предводио Центропа (Немачка), спроводили су га у партнерству са Универзитетом у Патрасу (Грчка), Јеврејским музејем Галиције (Пољска), Центропом (Мађарска), ХЕРМЕС-ом (Хрватска), Јеврејским животом у Европи (Немачка) и Секретаријатом Међународне комисије за евалуацију злочина нацистичког и совјетског окупационог режима у Литванији.
- „Лидерство за еко–правду” – регионални Еразмус+ пројекат, остваривали су га кроз партнерство са Мрежом центра образовних политика (НЕПЦ) и Форумом за слободу одгоја Хрватске, Педагошким институтом Словеније и Европским институтом за истраживање Мађарске.
- „Унапређивање дуалног система средњег стручног образовања”
- „Смањење дигиталног јаза и побољшање дигиталне безбедности ученика”
- iMemory – транснационални пројекти младих о јеврејским животним причама из прошлости, садашњости и будућности.
- „Млади ослушкују: Оснаживање ученичких парламената за промоцију и залагање за људска права” – у сарадњи са Центром за социјалну политику.
- „Заједно ка средњој школи – Подршка деци из осетљивих група у преласку у средњу школу”
- „Сви ми – Интеркултурални програм за мултиетничке средње школе у Србији”
- „Путевима сећања – Заједничке акције сећања” – међународни пројекат који су реализовали у Немачкој, Пољској и Србији.
- „Подршка промоцији и подизању свести о инклузивном образовању”
- „АРИСЕ: Иницијатива за смањивање неједнакости у образовању” – регионални пројекат који се спроводио у Албанији, Босни и Херцеговини, Косову, Северној Македонији и Турској.
- „Подршка учењу деце избеглица и миграната кроз формално образовање у Републици Србији” – пројекат су реализовали са Уницеф канцеларијаом у Србији и Министарством просвете.
- „Премошћавање дигиталног јаза у Србији за најугроженију децу – оснивање образовних дигиталних библиотека и пружање додатне подршке школама и ученицима”

## Публикације
Публикације Центра за образовне политике:
- Дигитална писменост[5]
- Водич за подстицање демократске културе у школама[6]
- Смернице за подстицање демократске културе: пакет материјала за менторске школе[7]
- Демократска култура у дигиталном окружењу – Приручник за школе[8]
- АРИСЕ Компаративни извештај за Албанију, Босну и Херцеговину, Северну Македонију, Косово*, Србију и Турску[9]
- Како подржати ученике из осетљивих група у периоду транзиције ка средњој школи? Приручник за школе са примерима из праксе[10]
- Иницијатива за смањивање неједнакости у образовању – Национални извештај за Србију[11]
- Оснаживање наставника као носиоца промена: Неформализован приступ наставничком лидерству[12]
- Како до демократске културе у школама – Примери добре праксе[13]
- Наша прича[14]
- Алтернативни извештај о спровођењу Акционог плана за поглавље 23: Борба против корупције, правосуђе и основна права[15]
- Приручник за школе у реализацији Стручног упутства за укључивање ученика узбеглица/тражилаца азила у систем образовања и васпитања – Различитост у школи 21. века[16]
- Како до квалитетне допунске наставе – ослонци за унапређење и примери добре праксе[17]
- Приручник за планирање, спровођење и праћење мера за спречавање осипања ученика[18]
- Како до школе друштвене бриге – студија о ефектима мера превенције и интервенције за спречавање осипања ученика из образовног система Републике Србије[19]
- Интеркултурално образовање у Србији – Регулативни оквир, стање и могућности за развој[20]
- Социјална димензија студирања у Црној Гори – ЕУРОСТУДЕНТ В извештај за Црну Гору[21]
- Социјална димензија студирања у Босни и Херцеговини – ЕУРОСТУДЕНТ В извештај за Федерацију Босне и Херцеговине[22]
- Социјална димензија студирања у Србији – ЕУРОСТУДЕНТ В извештај за Републику Србију[23]
- Социјална димензија студирања у Босни и Херцеговини – ЕУРОСТУДЕНТ В извештај за Републику Српску[24]
- Лидерство наставника: пут ка транформисању образовања[25]
- Наставници – рефлексивни истраживачи инклузивне образовне праксе[26]
- Од студента до (не)запосленог стручњака[27]
- Водич за наставничко удруживање[28]
- Колико је инклузивна наша школа? Приручник за самоевалуацију и спољашњу евалуацију инклузивности школе[29]
- Образовна инклузија деце ромске националности: извештај о спроведеном мониторингу у основношколском образовању[30]
- Наставничка професија за 21. век[31]
- Наставници у Србији: Ставови о професији и о реформама у образовању[32]
- Истраживацке политике, финансирање и продукција: Хрватска, Србија и Словенија у упоредној перспективи[33]
- Национални оквир квалификација[34]
- Финансирање високог образовања у југоисточној Европи: Албанија, Хрватска, Црна Гора, Словенија, Србија[35]
- Усаглашавање програма образовања просветних радника у земљама Западног Балкана[36]
- Истраживање образовања и формулисање образовних политика[37]
- Пријемни испит за упис на факултете: предлог за обједињени пријемни испит[38]
- Средње стручно образовање и потребе тржишта рада[39]
- Регионално усаглашавање курикулума – ка европском простору високог образовања[40]
- Развој курикулума у високом образовању[41]
- Европски простор науке, истраживања и високог образовања[42]
- Високо образовање у Србији на путу ка Европи – четири године касније[43]
- Високо образовање у Србији[44]
- Нострификација и еквиваленција диплома[45]
- Студентска евалуација наставе: приручник за наставнике и студенте високошколских установа[46]
- Европски систем преноса бодова у високом школству[47]
- Акредитација у високом школству Републике Србије[48]
- Европски универзитет 2010?[49]